# Arrel anterior del nervi espinal
En l'anatomia i la neurologia, l'arrel anterior (o arrel ventral) és l'arrel de motriu eferent d'un nervi espinal.
L'arrel anterior en el seu extrem distal s'uneix a l'arrel posterior per formar un nervi espinal mixt.